# Elyüs
Elyüs település Romániában, Szilágy megyében.

## Fekvése
Szilágysomlyótól délnyugatra, Halmosd és Gyümölcsénes között fekvő település.

## Története
Elyüs nevét az oklevelek 1335-ben említették először Elia? néven. 
1341-ben Elleios, Elyeios, Elyews, Ellews, 1481-ben Ölves, 1587-ben Ellyeos, 1760-ban Ejüs, Ellős néven írták.
A Kraszna vármegyéhez tartozó helység Valkó tartozéka volt. 1341-ben Dancs mestert iktatták be ide, mint Valkó várának tartozékába, de a beiktatásnak Gergely fia Jakab ellentmondott. 1481-ben Losonczi Losonczy Bánffy András bácsi nagyprépost birtoka volt, aki Losonczi Bánffy Mihálynak zálogosította el. Később a Losonczy Bánffyakon kívül Báthory István, Borzási György, Ártánházi Bornemissza Boldizsár, Sarmasági András, Valkai Miklósné, Paksy Jób. Károlyi László is birtokosa volt a településnek.
Az 1808-as összeíráskor a gróf Bánffy, gróf Petki, báró Bánffy, Izsák, Kis és Szegedi családok birtoka volt. 1847-ben 317 lakosa volt, valamennyien görögkatolikusok. 1890-ben 436 lakosából 4 magyar, 5 szlovák, 407 román, 20 egyéb nyelvű , ebből 5 római katolikus, 409 görögkatolikus, 22 izraelita, a házak száma pedig 93 volt. 1910-ben 481 lakosa volt, ebből 11 magyar, 18 szlovák, 451 román, melyből 18 római katolikus, 451 görögkatolikus, 11 izraelita volt.
A 20. század elején a település Szilágy vármegye Szilágysomlyói járásához tartozott.

## Nevezetességek
- Ortodox templom